# 噬血代碼2
《噬血代碼2》是一款由萬代南夢宮工作室開發，萬代南夢宮娛樂發行的《噬血代碼》續作。預定2026年上市。

## 劇情簡介
故事背景設定在未來，人類與殘餘的吸血鬼正在對抗瀕臨崩潰的世界。隨著名為「露娜·拉帕西斯」的威脅突然出現，許多吸血鬼陷入瘋狂，變異成可怕的怪物。玩家將扮演一名“吸血鬼獵人”，在神祕少女露的引導下踏上旅途，她擁有穿越過去、改寫世界命運的力量。玩家介入歷史的關鍵時刻，改變關鍵亡靈的命運，揭開隱藏的真相和訊息，以拯救未來。

## 開發與發行
本作採用類似《血源诅咒》黑暗哥德式的中世紀奇幻風格。
在2025年6月6日舉辦的夏日游戏节中首次公佈，預定於Microsoft Windows、PlayStation 5和Xbox Series X/S平台在2026年發行。

## 外部連結
- 噬血代碼2的X（前Twitter）
- 官方网站